# Sole (astrologia)

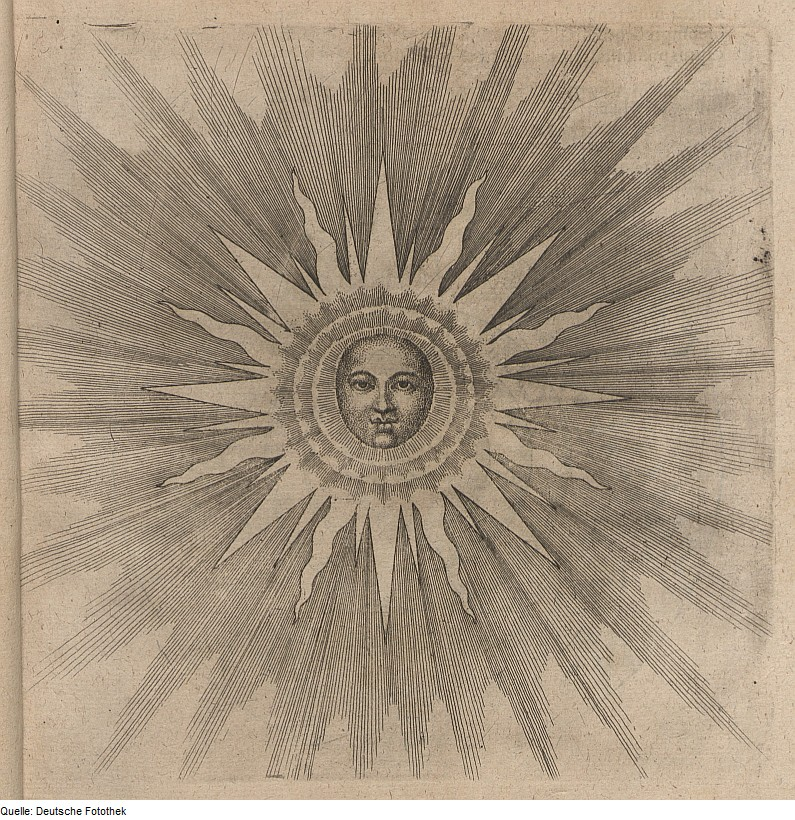
Figura pubblicata dal neoplatonico britannico Robert Fludd, alchimista e rosacroce, nellUtriusque cosmi maioris scilicet et minoris Metaphysica, physica atque technica Historia (1617)

Il Sole in astrologia è il primo e più importante pianeta del sistema solare. Associato alla coscienza dello spirito, inteso come personalità e individualità, indica  la parte virile di ognuno di noi, quella solare e diurna, la figura del padre e per una donna anche quella del marito, è il modo di affrontare il mondo, la realtà, è creatività, autorità e volontà.
La posizione del Sole in un oroscopo determina il segno zodiacale di appartenenza e conferisce alla persona le caratteristiche proprie di quel segno. Essere del segno dell'Ariete significa avere il Sole in Ariete al momento della nascita, e così via per tutti gli altri segni che sono attraversati da questo pianeta luminare.

## Caratteristiche e posizioni

L'ideogramma del Sole, simbolo della visione dell'occhio, della coscienza, e nucleo individuale dell'Io

Il Sole è domiciliato in Leone, in esaltazione in Ariete, in esilio in Aquario e in caduta in Bilancia.
È il luminare per eccellenza anche se astrologicamente è considerato un pianeta. Percorre all'incirca un grado al giorno all'interno dello Zodiaco e termina il suo percorso nell'arco di un anno, toccando così tutte le costellazioni.

### Simbologia solare
Il suo simbolo è un punto attorniato dal cerchio zodiacale, in quanto espressione dell'Uno che si espande nelle dodici qualità del cosmo, unendo microcosmo e macrocosmo, il mondo sovrannaturale con quello terreno. In alchimia il Sole governa la crescita dell'oro, ritenuto il più nobile dei metalli, nel quale tutta la creazione è destinata a ritornare dopo la caduta nel biblico peccato originale. Vi corrisponde l'elemento fuoco, e in anatomia il cuore.

La dea egizia Hathor sovrastata dal disco solare

Rappresenta le aspirazioni e gli aspetti più elevati della realtà, la coscienza superiore dell'Io, caratterizzata dall'energia maschile del punto centrale racchiuso nella circonferenza dell'uovo femminile cosmico. Oltre all'occhio di Ra, altri simboli astrologici del Sole sono la ruota cosmica o la svastica.
Nonostante questo, non c'è un'attestazione particolarmente diffusa del culto del Sole nei popoli dell'antichità, per i quali il principale punto di riferimento era la Luna, ad eccezione dell'antico Egitto, del Medio Oriente, dell'Europa settentrionale, e delle civiltà precolombiane.
Tra le più antiche cerimonie in onore del Sole vi era l'accensione di numerosi falò in occasione dei solstizi estivi, da cui si otteneva la cenere da spargere sui campi come fertilizzante propiziatorio della semina successiva. Al Sole era quindi attribuita anche una natura fecondatrice, sebbene sottomessa alla figura femminile-lunare della Grande Madre. Mircea Eliade associa alla forza generatrice del Sole anche una valenza infera-ctonia, per il fatto che di notte andava a risplendere nel mondo dei defunti.
Il bacino del Mediterraneo subì gradualmente l'influsso delle teologie solari orientali: il dio mesopotamico Šamaš cominciò ad essere conosciuto nell'antica Grecia col nome di Helios, che però non era un dio olimpico, bensì un titano; solo nel V sec. a.C. fu assimilato ad Apollo.
Già negli ambienti esoterici dell'orfismo, tuttavia, il Sole era considerato Intelligenza del mondo, mentre Platone ne parlava come dell'immagine del Bene.
Nell'antica Roma occorre aspettare l'avvento di Giulio Cesare che, a seguito dei contatti con l'Egitto, introdusse il calendario solare in sostituzione di quello lunare. Solo nella successiva età imperiale il Sole assurse a simbolo di principio cosmico.
L'imperatore Giuliano nel suo Inno al Sole Re vi ricondusse tutte le divinità del paganesimo, aderendo a una chiara visione eliocentrica, mentre Macrobio nei Saturnali, rifacendosi all'analogia di Plotino tra il Sole e il culmine di ogni potere, fa dire a Vettio:
(Macrobio, Saturnali I, 17, 2-5, traduzione di Nino Marinone, Torino, Utet, 1987)
Secondo lo stesso Macrobio, grazie al Sole l'anima umana discesa dallo zodiaco del cosmo per incarnarsi sulla Terra riceveva  la capacità di sentire (fantastikón) e  di pensare (logistikón).
Nell'Occidente latino, comunque, le teologie solari importante dall'Oriente e da altri popoli indoeuropei vennero interpretate sempre più razionalmente, al punto che, secondo Eliade, «in  generale  vi  troviamo ormai  soltanto  una  pallida  immagine  di  quanto  significavano un  tempo le ierofanie solari,   pallida  immagine  che  ci  giunge  sempre  più  scolorata  dal  razionalismo».
Tutto il complesso della simbologia solare venne allora adottata dalla nascente religione cristiana, all'interno della quale, in accordo con l'immagine profetica di Malachia, numerosi esponenti assimilarono la venuta di Cristo alla luce del Sole, ad esempio Clemente Alessandrino, San Girolamo, o sant'Ambrogio.
Anche Ilario di Poitiers nel IV secolo fece del Sole il simbolo del Logos, del Cristo Gesù disceso sulla Terra, il cui giorno di nascita veniva a coincidere con la festa pagana del Dies Natalis Sol Invictus.
I primi cristiani pregavano in direzione del sole nascente, e per molti secoli le chiese furono costruite con l'abside orientata verso est.
In seguito, l'identificazione del Cristo con il Sole rimase codificata nei simboli utilizzati nelle chiese, e conosciuta negli ambienti dell'esoterismo cristiano, presso i quali si sapeva che il cristianesimo costituiva una rivelazione in forma esplicita degli antichi misteri solari, celebrati sin dagli albori dell'umanità.
Nel Medioevo, la discesa del Cristo-Sole nel calice della Luna diede luogo all'iconografia del sacro Graal.

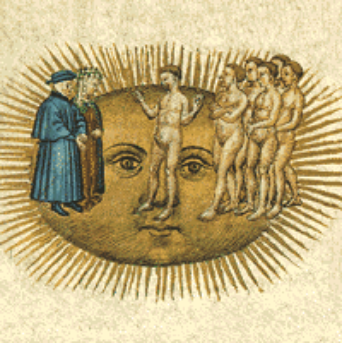
Dante e Beatrice nel Cielo del Sole

Dante colloca nel cielo del Sole gli Spiriti sapienti, contraddistinti dall'«umana fame di sapere», a cui si contrappongono i golosi dell'Inferno. Il Sole infatti, rappresentando la luce della conoscenza, simboleggiata dall'ideogramma dell'occhio (☉), stimola l'accrescimento dell'Io, del principium individuationis (principio dell'individualità) che tende per natura alla crescita, ad inglobare il macrocosmo, ma la cui «sacra fame dell'oro» può degenerare dalla direzione spirituale in quella materiale, oppure nella vanità o nel travalicamento dei limiti.
Il Sole è invece il centro dove la verità rimane congiunta alla fede:
nel vero farsi come centro in tondo.»
(Dante, Divina Commedia, Paradiso, XIII, 50-51)
La vista dell'occhio spirituale è dunque quella che consente il godimento delle verità intellettuali simboleggiate dal Sole. Quest'ultimo è paragonato nel Convivio all'aritmetica, che illumina e pervade di sé ogni altra scienza, ma come la luce solare non può essere direttamente sostenuta dall'occhio, così l'infinità dei numeri resta incomprensibile all'intelletto umano.
(Dante, Convivio, II, § 13, 15-19)
Agli inizi del Rinascimento, col riemergere di correnti ermetico-esoteriche facenti capo ad una prisca theologia di stampo neoplatonico, la centralità assunta dal Sole in ambito filosofico fu determinante nel ripristino di una visione astronomica eliocentrica.
Pico della Mirandola ribadiva che «il Messia non ci può venir presentato da nessun simbolo meglio che dal Sole»; anche Marsilio Ficino spiegava che «nulla si trova nel mondo che più del Sole rassomigli alla divina Trinità: la fecondità indica il Padre, la luce simile all'intelligenza rappresenta il Figlio concepito secondo intelligenza, il calore lo Spirito d'amore».
All'ideale di un'unica nuova religione si ispirava anche l'Inno al Sole di Giorgio Gemisto Pletone, che dando l'avvio a un interesse diffuso per questa religiosità solare, teorizzava, secondo la coeva cultura rinascimentale, un mondo dominato dalla razionalità umana che lo avrebbe reso perfetto sotto la guida di sapienti iniziati del Sole, possessori di quel sapere misterico dove confluivano cristianesimo e islam, le divinità greche e quelle orientali, la filosofia di Pitagora e quella platonica.
Un secolo dopo sarà Giordano Bruno a cercare di ripristinare col suo panteismo neoplatonico l'antico culto del Sole, mentre Tommaso Campanella scriveva nella sua città del Sole che gli abitanti di codesta utopia servono Dio «sotto l'insegna del Sole, ch'è insegna e volto di Dio, da cui viene la luce, e 'l calore e ogni altra cosa».

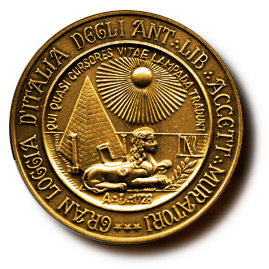
Sigillo solare della Gran Loggia d'Italia degli Alam, che riprende gli emblemi dell'antico Egitto

Le antiche simbologie solari egizie, pitagoriche e druidiche, entrarono quindi a far parte della Massoneria come testimoniato da Thomas Paine nei suoi Essays on the origin of the free Masonry, ricorrendo spesso negli emblemi, nei segni di riconoscimento, e nelle sale rituali massoniche: 
(Thomas Paine )
Mozart nel Flauto magico rappresentò ad esempio il Sole come il regno della luce e della conoscenza governato da Sarastro, contrapposto a quello della Luna e delle tenebre dominato dalla Regina della Notte. Associato al punto cardinale Est, il Sole è diventato simbolo delle forze di realizzazione e di crescita, alternative a quelle degenerative e stabilizzatrici lunari del tramonto.
In ambito esoterico, l'iniziazione ai misteri del Sole rappresenta la conoscenza occulta su tutto quanto si trova esteso nello spazio, mentre la Luna attiene ai segreti che si svolgono nel tempo. Steiner attribuisce la prima alla tradizione egizia di Ermete, la seconda a Mosè. Secondo la cosmogonia antroposofica, l'odierno Sole è una riproposizione della seconda delle quattro epoche cosmiche finora attraversate dalla Terra, dalla quale è giunto a separarsi, diventando la dimora di esseri divini superiori conosciuti come Potestà; sono i creatori di cui parla la Genesi che infusero nell'uomo la coscienza dell'Io, tramite il sacrificio della loro sostanza spirituale. Al tempo di Atlantide, gli adepti dell'Oracolo del Sole avrebbero costituito la parte di umanità più evoluta rispetto a quelli degli altri pianeti, dalla quale sarebbe provenuto il supremo iniziato solare, conosciuto nella letteratura teosofica come Manu, che avrebbe condotto alcuni superstiti di quell'antico popolo in Asia per fondarvi le civiltà post-atlantiche.
Ed è proprio il Sole il simbolo della coscienza diurna dell'Io con cui Steiner invita a riscoprire le antiche verità chiaroveggenti andate perdute, un tempo apprese dall'umanità in forma onirica o crepuscolare, con la nuova coscienza solare richiesta dai tempi attuali, coscienza nella quale egli vede consistere propriamente lo Spirito Solare del Cristo, che fa del cristianesimo la «religione universale del sole», in contrapposizione al demone Sorat.

## Il Sole nei segni

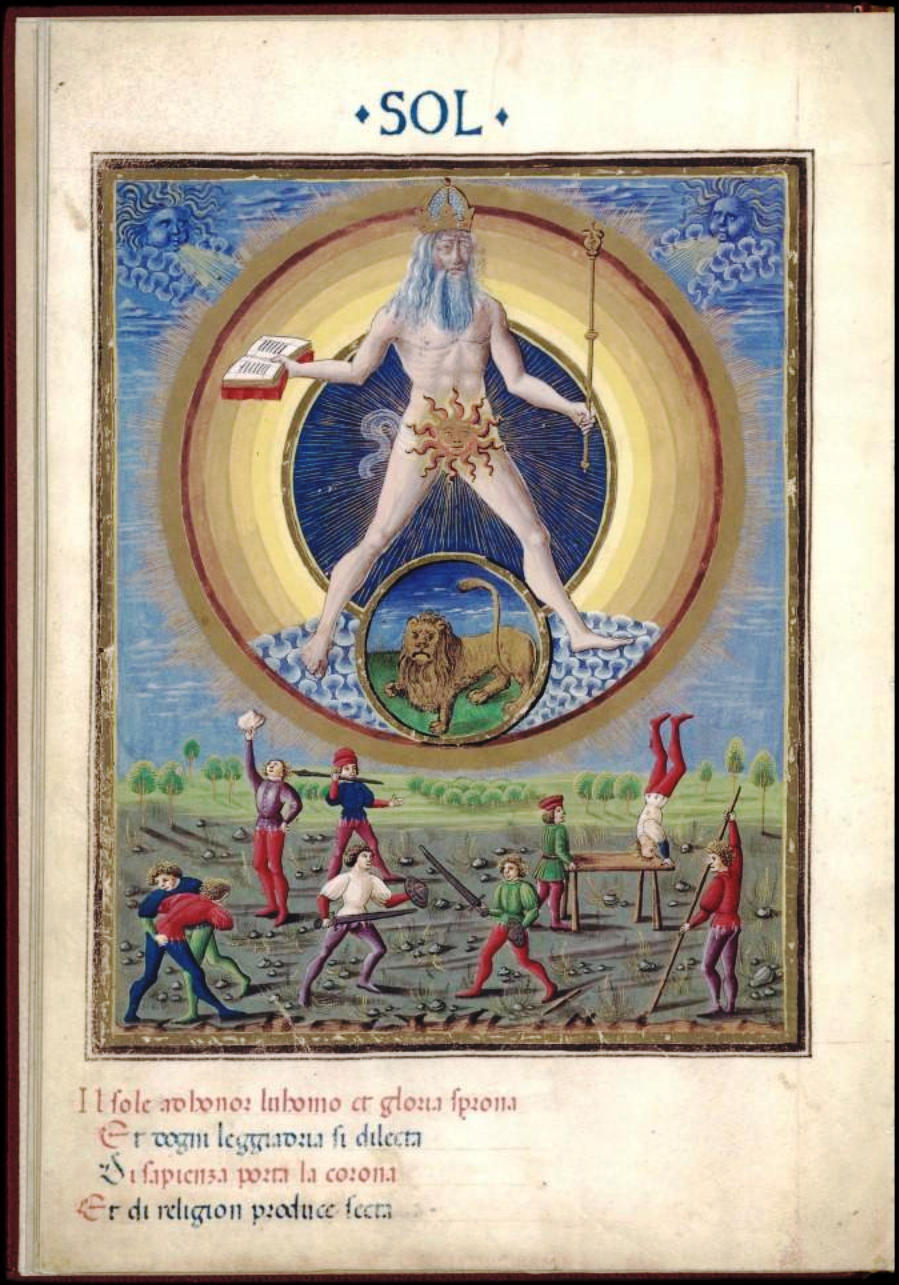
Personificazione del Sole (miniatura dal codice astrologico De Sphaera, Biblioteca Estense, Modena).

La posizione del Sole, più che quella di altri pianeti, influenza il modo di essere dell'individuo ed è quella che determina le caratteristiche generali del carattere. Questo significa che in un'interpretazione globale di un tema natale, al di là dei vari significati che si possono dare agli altri pianeti, esso sarà comunque il cardine da cui partire ed aiuterà nel completamento del quadro astrologico. Nascere col Sole in un segno zodiacale significa in definitiva appartenere a quel segno.
Sole in Ariete
Qui il Sole si trova in esaltazione. Le persone nate sotto il segno dell'Ariete sono ottimiste e solitamente felici della propria esistenza, coraggiose e positive. Spesso diffidano però degli altri. Molti Ariete sono grandi lavoratori.
Sole in Toro
Dà persone amanti delle cose belle della vita, dal cibo alla musica, gioiose e solitamente serene sia psicologicamente che fisicamente. Inoltre sono molto testarde e pragmatiche.
Sole in Gemelli
Chi nasce sotto il segno dei Gemelli ha una vitalità accentuata, ma è portato al nervosismo. Hanno elasticità mentale e tendono ad eccellere in tutte le attività che si prefiggono di fare.
Sole in Cancro
Dà persone molto emotive, che si preoccupano per il loro ed altrui benessere. Sono tendenti a dare amore senza secondi fini ma se si accorgono di essere stati sfruttati sanno essere molto vendicativi oppure possono sviluppare una tendenza a introiettare le proprie emozioni.
Sole in Leone
Qui il sole è in domicilio diurno. Le persone col sole in Leone spesso non si accorgono di essere coraggiose, leali, positive e generose. Molto attaccate ai propri principi morali, e per questi individui la figura del padre è stata sovente un punto di riferimento importante. Spesso si riscontra una sottovalutazione delle realtà più dure della vita e delle persone, poiché il Leone non concepisce secondi fini e si aspetta che ognuno segua un comportamento retto e lineare.
Sole in Vergine
Chi nasce del segno della Vergine è estremamente scaltro ed attento. Come i Gemelli, può soffrire di stress e di eccessivo senso critico. Può sviluppare un senso di misantropia. Comunque tutti i Vergine hanno una sviluppata intelligenza pratica e una pignoleria nei dettagli che fa di loro lavoratori precisi, metodici e responsabili.
Sole in Bilancia
Le Bilance sono persone molto sicure di sé oppure, all'opposto, molto insicure. Amano la socievolezza e sono inclini alla diplomazia. Valutano sempre l'effetto delle loro azioni per gli altri e hanno un innato senso del gusto e dell'idealismo. 
Sole in Scorpione
Chi nasce sotto il segno dello Scorpione è spesso un'anima tormentata. Ha tendenze distruttive e autodistruttive provocate da un'emotività troppo intensa. Spesso cambiano radicalmente e dopo una fase di dolore estremo riescono a rialzarsi per "rinascere dalle ceneri". Sono inoltre caratterizzati da un forte idealismo e un'intelligenza emotiva molto sviluppata.
Sole in Sagittario
I Sagittari sono ambiziosi, ottimisti, e dal cuore nobile e inclini alla risata. Tuttavia la loro fiamma è destinata a spegnersi perché è l'ultimo segno di fuoco e quindi dopo una giovinezza all'insegna del divertimento troviamo i sagittari che aderiscono a uno scopo interiore oppure quelli che per mancanza di obiettivi tendono all'auto-indulgenza nei piaceri.
Sole in Capricorno
I Capricorni sono seri, ambiziosi, pragmatici e severi, sia con loro stessi che con gli altri. Peccano di presuntuosità ma sono compagni di vita responsabili e fedeli, che forniscono un sostegno pratico a coloro che amano. Sono molto appassionati in tutto ciò che fanno. Tendono a un pessimismo e una chiusura spesso evidenti oppure, se sono socievoli, le loro relazioni si impostano sul beneficio pratico.
Sole in Aquario
Gli Acquari sono eccentrici, idealisti, non si sentono parte del gruppo. Sanno per indole che ognuno è diverso e apprezzano il mondo nella sua diversità. Hanno una furbizia e un'intelligenza paragonabile a quella dei Gemelli. Sono molto abili tecnicamente e spesso genialoidi. Li aspetta una vita piena di imprevisti.
Sole in Pesci
Chi nasce sotto il segno dei Pesci è contraddistinto da una sensibilità non comune, genialità e ampie vedute. Hanno una vita travagliata ma spesso reiscono a mantenere vive le emozioni, sviluppando uno spirito caritatevole e generoso. Sono molto pazienti, comprensivi ma possono sviluppare personalità psicologicamente instabili.